# Kuppförsöket i Bolivia 2024
Den 26 juni 2024 försökte general Juan José Zúñiga, befälhavare för den bolivianska armén, utföra en statskupp genom att skicka trupper för att inta Plaza Murillo i La Paz, landets huvudstad, och storma presidentpalatset Casa Grande del Pueblo. Dagen innan hade president Luis Arce avlöst Zúñiga från sin post på grund av påstådda hot mot den tidigare presidenten Evo Morales.
Arce fördömde kuppen, som följdes av liknande fördömanden från hela det bolivianska politiska spektrumet. Antikuppdemonstranter gick ut på gatorna och Bolivias största fackförbund, Central Obrera Boliviana, utlyste en generalstrejk.
Kuppförsöket tog slut efter att Arce personligen konfronterade Zúñiga i presidentpalatset. Zúñiga, tillsammans med cheferna för flygvapnet och flottan, avskedades omedelbart, varefter Zúñiga greps. Den nye arméchefen, José Wilson Sánchez, beordrade sedan trupperna tillbaka till sina baracker. Kuppförsöket fick ett omfattande internationellt fördömande.